# 家刀自
家刀自（いえとじ）は、日本の古代の家に存在していた女性の呼称・身分。